# Daley Thompson
Francis Morgan Ayodélé »Daley« Thompson, CBE, britanski atlet, * 30. julij 1958, Notting Hill, London, Anglija, Združeno Kraljestvo.
Thompson je dvakratni zaporedni olimpijski prvak v deseteroboju, v letih 1980 in 1984, svetovni prvak iz leta 1983 ter dvakratni evropski prvak, v letih 1982 in 1986. Na evropskih prvenstvih je osvojil še srebrno medaljo v deseteroboju ter bron v štafeti 4x100 m. Štirikrat je postavil nov svetovni rekord v deseteroboju, zadnjič 9. avgusta 1984, ko je rekord veljal osem let, do septembra 1992, ko ga je izboljšal Dan O'Brien. 16. novembra 2013 je bil sprejet v Mednarodni atletski hram slavnih.